# Ebru Gündeş
 (juin 2013).
Ebru Gündeş Zarrab ([ebˈɾu ɟynˈdeʃ]), est une chanteuse, actrice et présentatrice turque, née à Istanbul le 12 octobre 1974.

## Biographie
Ebru Gündeş grandit à Ankara où elle doit arrêter son éducation scolaire à cause de problèmes financiers. Elle vit seule avec sa mère et son frère, son père les ayant abandonnés. Sa mère Müjgan Gündeş la force à se marier à seize ans avec un homme d'affaires, Hamdi Vardar, habitant en Belgique. Ce mariage ne dure que trois mois pour cause de violence.
Elle passe sa jeunesse à s'entraîner devant les chansons de Muazzez Abacı et à écouter des musiques du style Türk Arabesk dans un atelier de couture où elle est couturière.
Elle postule ensuite à Raks Neşe Müzik, une importante maison de disque turque, où Neșe Demirkat l'embauche. Elle travaille ensuite auprès de producteurs de musique comme Selçuk Tekay et Koral Sarıtaş.
Vocaliste de Emel Sayın, progressivement, elle acquiert une renommée et sort son premier album en 1992, Tanrı Misafiri (L'hôte de Dieu). 1 250 000 copies sont alors vendues.
Après Tanri Misafiri, elle réalise l'album Tatli Bela (Agréablement maudit) en 1994 qui reçoit un accueil mitigé. Elle renoue avec le succès en 1995 avec son troisième album, Ben daha Büyümedim (Je n'ai pas encore grandi). En 1999, pendant la présentation de son sixième album, Dön ne olur (Reviens je t'en supplie), elle vit une rupture d'anévrisme. Elle suspend sa carrière pendant une année entière puis fait un retour avec l'album Ahdım olsun (C'est mon vœu) en 2001 où elle évoque ses souffrances liées à la maladie.
Elle mène en parallèle une carrière télévisuelle. Elle apparaît dans six séries télévisées Tanri Misafiri (en 1993) et Imkansiz aşk  ou L'Amour impossible (en 2006). Elle présente également six émissions de télévision, dont Ebru ile Emrah Şov et O Ses Türkiye ( turkish adaptation of the Voice) .

## Vie privée
Ebru Gündeş a connu de nombreuses relations amoureuses, treize selon des médias. Elle s'est mariée trois fois : en 2002 avec Ömer Durak, un avocat, le mariage a duré trois mois et demie et en 2010 avec un homme d'affaires Azeri fortuné nommé Reza Zarrab, avec qui elle vit toujours. Le couple a une fille nommée Alara, née le 15 octobre 2011.
Ebru entretient une grande amitié avec le chanteur Serdar Ortaç[réf. nécessaire].

## Discographie
- 1992 : Tanrı Misafiri (L'Invité de Dieu)
- 1994 : Tatlı Bela (Agréablement maudit)
- 1995 : Ben Daha Büyümedim (Je n'ai pas encore grandi)
- 1996 : Kurtlar Sofrası (Le repas des loups)
- 1998 : Sen Allah’ın Bir Lütfusun (Tu es la Bénédiction d'Allah)
- 1999 : Dön Ne Olur (Reviens je t'en supplie)
- 2001 : Ahdım Olsun (C'est mon vœu)
- 2003 : Şahane (Parfait)
- 2004 : Bize de Bu Yakışır (Ce sera digne de nous)
- 2006 : Kaçak (Clandestin)
- 2008 : Evet (Oui)
- 2011 : Beyaz (Blanc)
- 2012 : 13,5
- 2014 : Araftayim
- 2019 : Âşık (Amoureu.x.se)
- 2023 : Aşığım Hâlâ (Je suis toujours amoureuse)

## Sources
1. ↑  (tr) « Ebru Gündeş Babasını Unuttu, remzi günde?, ebru gündeş », sur harbiden.gen.tr via Wikiwix (consulté le 12 octobre 2023).
2. ↑  « livestream.com/ebrugundes »(Archive.org • Wikiwix • Archive.is • Google • Que faire ?).
3. ↑  (tr) « Türkiye Ebru’nun sağlık haberini bekliyor », sur com.tr (consulté le 17 septembre 2020).
4. ↑  « ensonhaber.com/Magazin/85146/e… »(Archive.org • Wikiwix • Archive.is • Google • Que faire ?).